# Андерсен, Андерс (борец)
Андерс Петер Андерсен (дат. Anders Peter Andersen; 26 октября 1881, Копенгаген — 19 февраля 1961, Копенгаген) — датский греко-римский борец, бронзовый призёр летних Олимпийских игр 1908.
На Играх 1908 года в Лондоне Андерсен соревновался в весовой категории до 73,0 кг. Выиграв две схватки, он проиграл в полуфинале, но смог победить во встрече за третье место и получил бронзовую медаль.
На следующих Олимпийских играх 1912 в Стокгольме Андерсен участвовал в категории до 75,0 кг, но остановился уже в первом раунде.